# Knud Ellegaard
Svend Knud Kristian Ellegaard (født 28. december 1917, død 15. november 1979) var en dansk fagligt aktiv, der fra 1979 var forbundsformand for Specialarbejderforbundet i Danmark. Han var desuden aktiv i modstandsbevægelsen under 2. verdenskrig.
Knud Ellegaard var vognkusk og aktiv i Kuskenes Fagforening i København. Han blev tidligt aktiv på arbejderbevægelsens venstrefløj  Han var med til at organisere trælossestrejken i juni 1943. I foråret 1944 gik han under jorden, og i juni samme år var han med til at arrangere Folkestrejken. Han var 1943-1944 redaktør for det illegale tidsskrift Arbejderopposition, ligesom han var medstifter af Revolutionære Socialister. Da Gestapo optrevlede Arbejderopposition blev Knud Ellegaard fængslet og indsat i Frøslevlejren.
Efter krigen koncentrerede han sig om det organiserede faglige arbejde. Han var fra 1964 forretningsfører for transportarbejderne i SiD, i 1971 gruppeformand og næstformand for SiD og fra 1979 forbundsformand.
Knud Ellegaard er far til journalisten Lasse Ellegaard.